# Мартинов Іван Степанович
Мартинов Іван Степанович (20.01.1925 — 17.10.1943) — учасник Радянсько-німецької війни, стрілець 6-ї стрілецької роти 2-го стрілецького батальйону 212-го гвардійського стрілецького полку 75-ї гвардійської стрілецької дивізії 30-го стрілецького корпусу 60-ї Армії Центрального фронту. Герой Радянського Союзу (17.10.1943), гвардії червоноармієць.

## Біографія
Народився 20 січня 1925 року в селі Некрасівка Купинського району Новосибірської області, РРФСР. В 1940 році закінчив з відзнакою Некрасівську семирічну школу. Після закінчення школи працював обліковцем рільничої бригади.
В армію був призваний у лютому 1943 року і направлений в Кемеровське піхотне училище (за іншими даними вчився в полковій школі у м. Кемерово). У серпні 1943 року курсантів без присвоєння звання передали до діючої армії. З 4 вересня 1943 року стрілець 6-ї стрілецької роти 2-го стрілецького батальйону 212-го гвардійського стрілецького полку 75-ї Бахмацької двічі Червонозоряної ордена Суворова гвардійської стрілецької дивізії.
Особливо відзначився при форсуванні ріки Дніпро та утриманні плацдарму на північ від Києва у вересні 1943 року. 23 вересня 1943 року у складі взводу молодшого лейтенанта Г. Г. Яржина форсував Дніпро в районі села Ясногородка Вишгородського району Київської області. Брав участь у захопленні пароплава «Миколаїв» і баржі з військово-інженерним вантажем. У бою за село Ясногородка знищив до 25 супротивників.
Указом Президії Верховної Ради СРСР від 17 жовтня 1943 року за мужність і героїзм проявлені при форсуванні Дніпра і утриманні плацдарму гвардії червоноармійцю Мартинову Івану Степановичу присвоєне звання Героя Радянського Союзу з врученням ордена Леніна і медалі «Золота Зірка».
І. С. Мартинов не встиг дізнатися про присвоєння звання Героя. Він загинув в бою за визволення правобережної України 17 жовтня 1943 року, імовірно, на території Вишгородського району Київської області. Місце поховання невідоме.

## Нагороди
- Медаль «Золота Зірка» (17 жовтня 1943)
- Орден Леніна

## Пам'ять
- У навчальному центрі «Десна» Сухопутних військ Збройних сил України встановлено бюст Герою.